# Raffaele Forni
Raffaele Forni (ur. 24 maja 1906 w Villa Bedretto, zm. 29 września 1990 w Lugano) – szwajcarski duchowny rzymskokatolicki, arcybiskup tytularny, dyplomata papieski.

## Biografia
Maturę zdał w kantonalnym college'u w Lugano. Uzyskał doktorat z filozofii na Katolickim Uniwersytecie w Mediolanie i doktorat z teologii na Uniwersytecie we Fryburgu. 29 lipca 1934 otrzymał święcenia prezbiteriatu i został kapłanem diecezji Lugano. Następnie do 1938 studiował w Rzymie. Później rozpoczął pracę w służbie dyplomatycznej Stolicy Apostolskiej. Pracował w nuncjaturach apostolskich w Czechach, Francji i w Kanadzie.
31 lipca 1953 papież Pius XII mianował go internuncjuszem apostolskim w Iranie oraz arcybiskupem tytularnym aegińskim. 13 września 1953 przyjął sakrę biskupią z rąk prefekta Świętej Kongregacji ds. Ceremoniału, dziekana Kolegium Kardynalskiego kard. Eugène Tisseranta. Współkonsekratorami byli sekretarz Świętej Kongregacji Nadzwyczajnych Spraw Kościelnych abp Antonio Samorè oraz administrator apostolski diecezji Lugano bp Angelo Giuseppe Jelmini.
24 września 1955 został przeniesiony na urząd nuncjusza apostolskiego w Wenezueli.
27 lutego 1960 papież Jan XXIII mianował go nuncjuszem apostolskim w Urugwaju. Jako ojciec soborowy wziął udział w soborze watykańskim II (z wyjątkiem I sesji). Z Montevideo odwołał go 23 października 1965 papież Paweł VI. Następnie pracował w Sekretariacie Stanu. 17 czerwca 1967 został pronuncjuszem apostolskim w Syrii. Urząd ten pełnił do 19 września 1969.
Na emeryturze powrócił do stolicy rodzinnej diecezji - Lugano. 29 września 1990 w Lugano 84-letni hierarcha został potrącony przez motorowerzystę i w następstwie doznanych obrażeń zmarł w szpitalu.